# Archaeospora
Archaeospora är ett släkte av svampar. Archaeospora ingår i familjen Archaeosporaceae, ordningen Archaeosporales, klassen Glomeromycetes, divisionen Glomeromycota och riket svampar.

## Hierarki
| Archaeospora | \| \| Archaeospora trappei \| \| \| \| |
|              | \| \| Archaeospora trappei \| \| \| \| |
|              | Archaeospora trappei                   |
|              |                                        |

|  | Archaeospora trappei |
|  |                      |